# Емил Смит Роу
Емил Смит Роу (енгл. Emile Smith Rowe; 28. јул 2000) — професионални енглески фудбалер који игра на позицији везног играча. Тренутно наступа за Фулам и репрезентацију Енглеске.

## Клупска каријера
Смит Роу је од 2010. до 2018. године био члан омладинског тима Арсенала. Са 16 година је одиграо прву утакмицу за тим до 23 године у сезони 2016/17. Наредне сезоне забележио је 10 наступа уз две асистенције и гол. Дана 31. јула 2017. године је потписао први професионални уговор са клубом.
За Арсенал је дебитовао 20. септембра 2018. године у Лиги Европе против Ворскле. Његов наступ је био први професионални деби у Арсеналу играча рођеног 2000-их. У наредном колу против Карабага је постигао други гол за Арсенал и тако постао други најмлађи стрелац Арсенала у такмичарском мечу после Алекса Окслејд-Чејмберлена као и први играч рођен после 2000. који је постигао гол за лондонски клуб.
У сезони 2021/22. је скренуо пажњу на себе добрим партијама. Дана 26. септембра је постигао гол и уписао асистенцију у победи над ривалом Тотенхемом резултатом 3:1.

## Репрезентативна каријера
Наступао је за бројне младе репрезентације Енглеске. За сениорски тим Енглеске дебитовао је против Албаније. Први гол је постигао против Сан Марина.

## Трофеји
Арсенал
- ФА Комјунити шилд: 2020, 2023.

Енглеска до 17
- Светско првенство: 2017.

Енглеска до 21
- Европско првенство: 2023.